# Sun Yee On
Sun Yee On, o Gremio Comercial e Industrial Nueva Virtud y Paz, es una de las tríadas más importantes de Hong Kong y China. Esta organización criminal posee más de 55 000 miembros en todo el mundo: sus actividades fuera de China se concentran principalmente en Estados Unidos, Bélgica, Francia, Reino Unido y los Países Bajos.

## Historia

### Orígenes
Sun Yee On fue fundada por Heung Chin, oriundo de Teochew (Chaozhou), en 1919. La organización está involucrada en la fabricación de falsificaciones de productos de marca y divisas, apuestas y juegos de azar ilegales, tráfico de drogas, trata de seres humanos, prostitución, contrabando y extorsión. Gracias en gran medida a la diáspora han, Sun Yee On ha extendido sus operaciones ilegales a Estados Unidos, Canadá, Tailandia, Australia y Centroamérica. A pesar de que Heung Chin fue deportado a Taiwán en los años 50, continuó dirigiendo la organización desde allí. Tras su muerte, su hijo Heung Wah-yim, que trabajaba en un empleo tapadera como pasante para un bufete de abogados, asumió supuestamente el mando de la organización. Algunas fuentes mencionan también que los miembros originales de esta tríada eran "inmigrantes radicados en Hong Kong, procedentes de Teochew y Hokkien".

### Delaciones en la década de 1980
En febrero de 1986, un expolicía de Hong Kong, Anthony Chung, que había entrado a formar parte de Sun Yee On, solicitó protección policial. A cambio de que la policía hongkonesa garantizase su seguridad, Chung identificó a Heung Wah-yim como líder de la organización, lo que condujo al arresto de 11 de sus miembros en abril de 1987. Durante el registro del bufete de abogados de Heung Wah-yim, fue hallada una lista con 900 nombres, aparentemente de personas afiliadas a Sun Yee On. Más tarde, en octubre, Heung Wah-yim fue llevado a juicio junto a cinco cómplices, los cuales se declararon culpables de los delitos que se les imputaban. Sin embargo, Heung Wah-yim sostuvo que era inocente en todo momento, afirmando ser el presidente de un capítulo hongkonés del Lions Club y que el documento encontrado en su bufete no era más que una lista de potenciales donantes para dicho club. Con todo, el 20 de enero de 1988, merced al testimonio de Chung y de otro antiguo miembro de la organización, el jurado declaró culpable a cinco de los acusados, entre ellos Heung Wah-yim. Este fue sentenciado a siete años y medio de prisión, aunque finalmente se le rebajó la condena a seis años y medio.

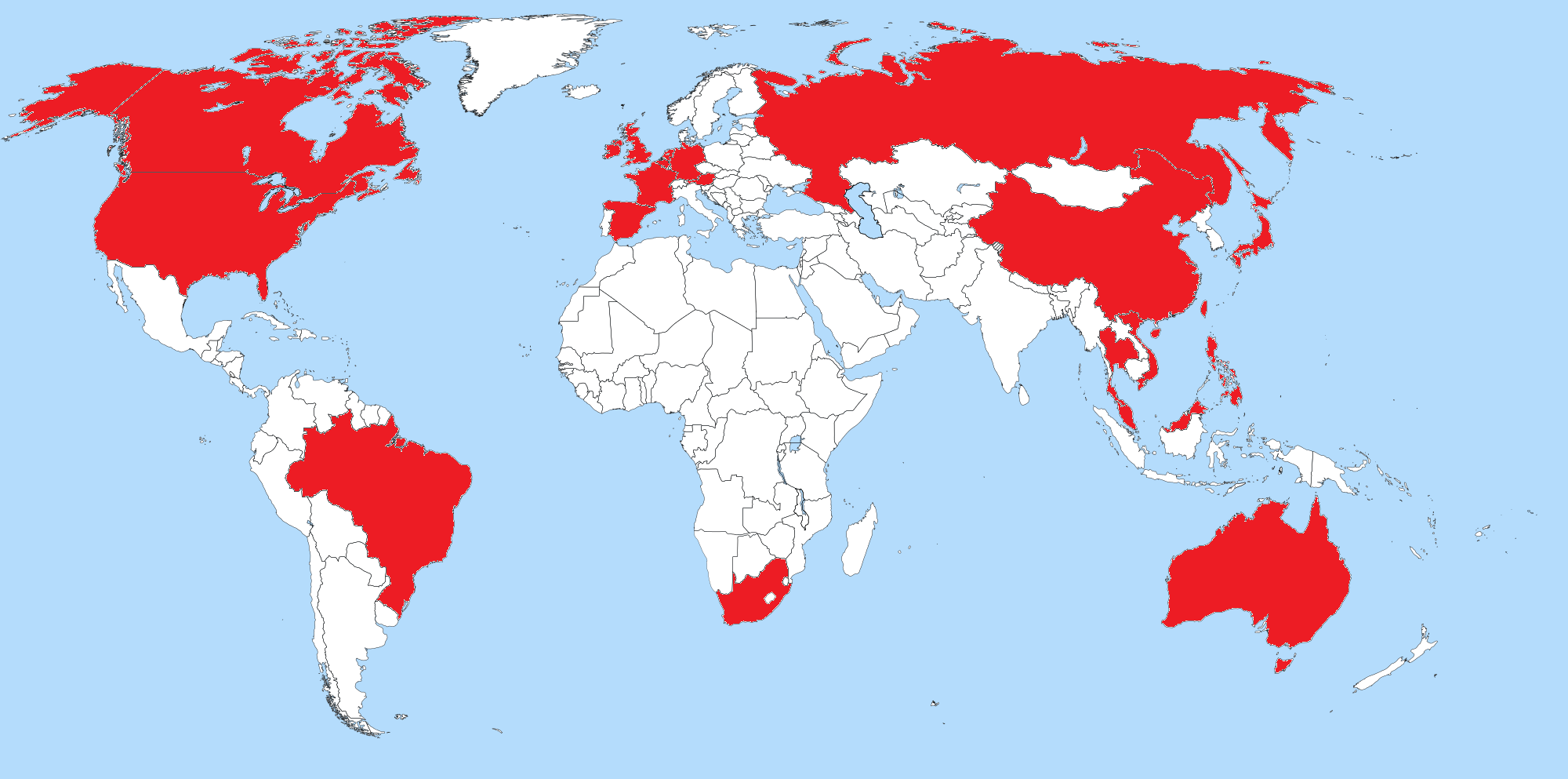
Mapa de los países con células u operaciones de Sun Yee On informados por la policía o en las noticias.

### SigloXXI
Sun Yee On gestiona numerosos burdeles en Tsim Sha Tsui y Yau Ma Tei, o al menos lo hacía a fecha de noviembre de 2010, cuando "Sai B" Chan, un presunto ejecutor ("vara roja", según la estructura de mando de las tríadas chinas) de la organización, fue arrestado por los delitos de prostitución y blanqueo de capitales.
Por su parte, Lee Tai-lung Lee, un jefe local de Sun Yee On en Tsim Sha Tsui, fue asesinado en Kowloon frente al hotel Shangri-La, el 4 de agosto de 2009, a manos de miembros de la tríada Wo Shing Wo. Se piensa que este asesinato obedeció al deseo de venganza de Leung Kwok-chung, un capo local de Wo Shing Wo en Tai Kok Tsui, a quien Lee había lesionado durante una pelea de bar en Prat Avenue, en julio de 2006. A la muerte de Lee, tres de sus subordinados asumieron el control de los negocios criminales que le habían pertenecido, a fin de defenderlos de otras tríadas rivales. Dos años después, en 2011, los tres criminales a cargo de los antiguos negocios de Lee se enfrentaron a "Ko Tat", otro ejecutor de Sun Yee On en Wan Chai, cuyos intentos por aumentar su influencia en el puerto de Hong Kong terminaron fracasando. Por añadidura, los negocios de Lee en el barrio de Kowloon Occidental y en Tsim Sha Tsui también se vieron amenazados por Tai Hau, líder de otra facción de Sun Yee On activa en Tuen Mun, el cual intentó apoderarse de ellos, también sin éxito. Su fracaso se debió a una operación policial encubierta, que terminó con la detención de 222 personas en enero de 2012. A fecha de enero de 2012, el Departamento de Crimen Organizado y Tríadas de la policía hongkonesa sospechaba que "Ko Chun" era el último de los antiguos subordinados de Lee que aún permanecía al frente de los negocios ilegales de su exjefe. En marzo de 2012, 102 miembros de Sun Yee On fueron detenidos en Shenzhen, China.

## En la cultura popular
Sun Yee On aparece en el videojuego de 2012 Sleeping Dogs, ambientado en Hong Kong y protagonizado por el agente encubierto Wei Shen, un policía sinoestadounidense de San Francisco. Este tiene la misión de infiltrarse en la tríada hongkonesa ficticia "Sun On Yee", cuyo nombre hace referencia a Sun Yee On, pero se deletrea de manera diferente. Asimismo, muchos de los personajes del videojuego están basados en personas reales, las cuales son integrantes o asociados de Sun Yee On y otras tríadas hongkonesas. No obstante, los nombres de los personajes del juego difieren de los de las personas reales en las que estos se inspiran.